# Aeroport Spilve
L'Aeroport Spilve (en letó: Spilves lidosta, també conegut com a Rīgas Centrālā lidosta - Aeroport Central de Riga) és un ex aeroport civil i militar a Letònia situat a 5 km al nord del centre de la ciutat de Riga, del qual les aeronaus van envolar-se ja a la Primera Guerra Mundial. Es va convertir en el primer aeroport internacional de Riga el 1920 i va caure en desús en la dècada de 1980 després que l'aeroport Internacional de Riga va ser construït.

## Història
L'aeroport va ser utilitzat per primera vegada a la Primera Guerra Mundial Des de 1928, els vols regulars comercials es van realitzar a través de la companyia alemanya-soviètica Deruluft vinculant Spilve amb Berlín a través de Königsberg, Moscou a través de Smolensk i Leningrad a través de Tallin. Des de 1932 la línia polonesa LOT va connectar Spilve amb Varsòvia a través de Vílnius, i Hèlsinki a través de Tallin. El 1936 l'alemanya Lufthansa va iniciar vols Berlín - Königsberg - Kaunas - Riga - Tallin - Hèlsinki. El 1937 la sueca AB Aerotransport (ABA) i la soviètica Aeroflot van començar una ruta Estocolm - Riga - Velikiye Luki - Moscou. La companyia letona Valsts gaisa Satiksme tenia vols regulars des de Spilve a Liepāja.
Després de la Segona Guerra Mundial i l'ocupació soviètica, va ser reconstruït com el centre d'Aeroflot. Es va afegir una nova pista de i l'asfalt va ser modificat. L'edifici de la terminal encara roman com un notable exemple de l'arquitectura neoclàssica de Stalin. L'aeroport va ser tancat per als vols regulars a la fi de 1980.

## Utilització actual
El camp d'aviació a Spilve s'usa ara com a guia del pilots letons «VFR Guia de Letònia». Un nou (tercer) hangar s'ha construït per a una capacitat de 4 o 5 avions ultralleugers i avions acrobàtics, complementant els dos edificis d'hangars existents. L'hangar més gran s'utilitza per albergar fins a 12 aeronaus, des d'avions ultralleugers a Cessna 210, mentre que un segon hangar al nord-est s'utilitza per a ultralleugers flex-wing.
L'aeroport s'està utilitzant cada vegada més com una base per a la formació de pilots privats. L'edifici de la terminal està sent convertit com a museu de l'aviació de Letònia.
L'aeroport és propietat de la ciutat de Riga, sota la direcció de SIA Rīgas nami i Lidlauks Spilve.

## Galeria

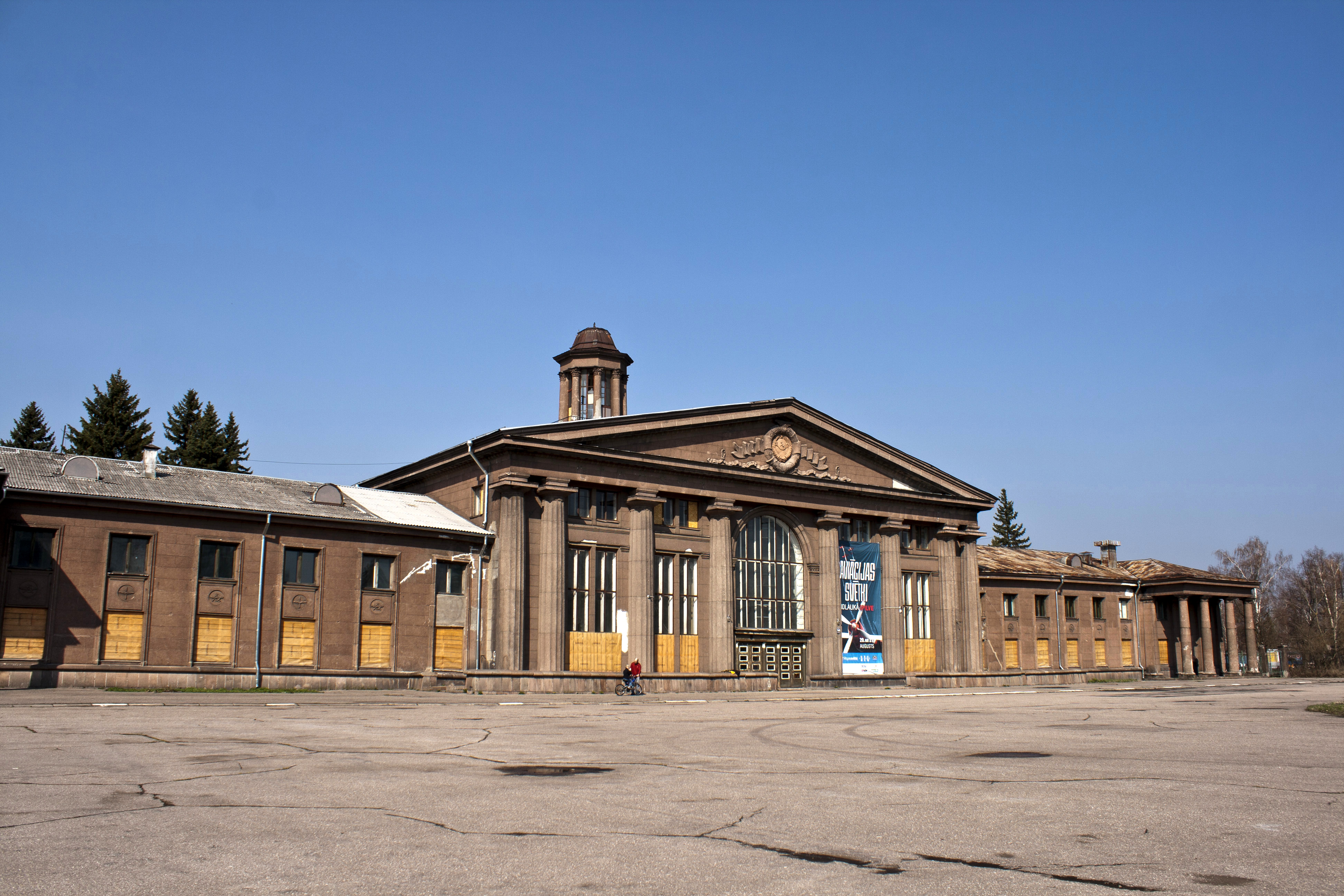
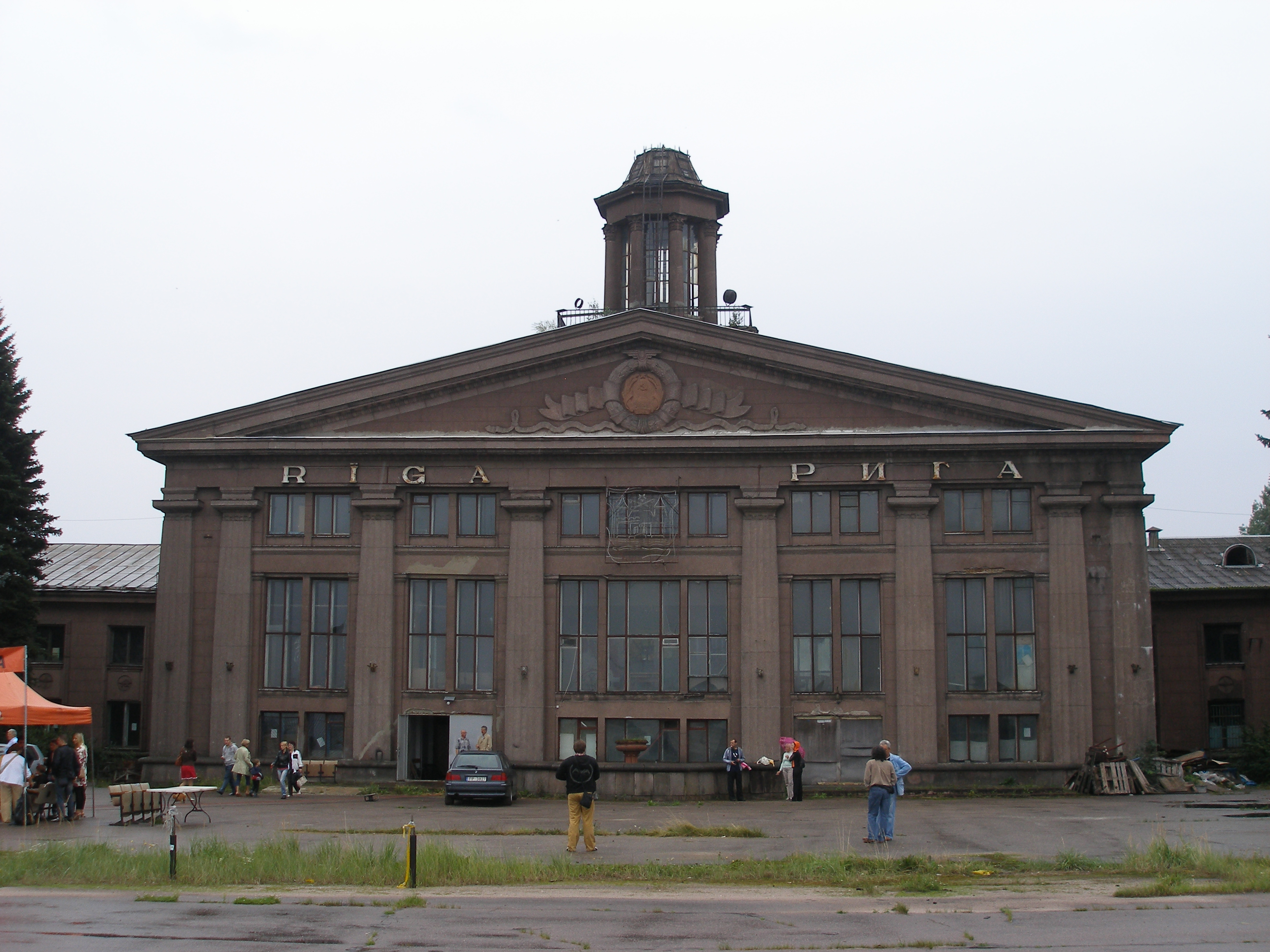
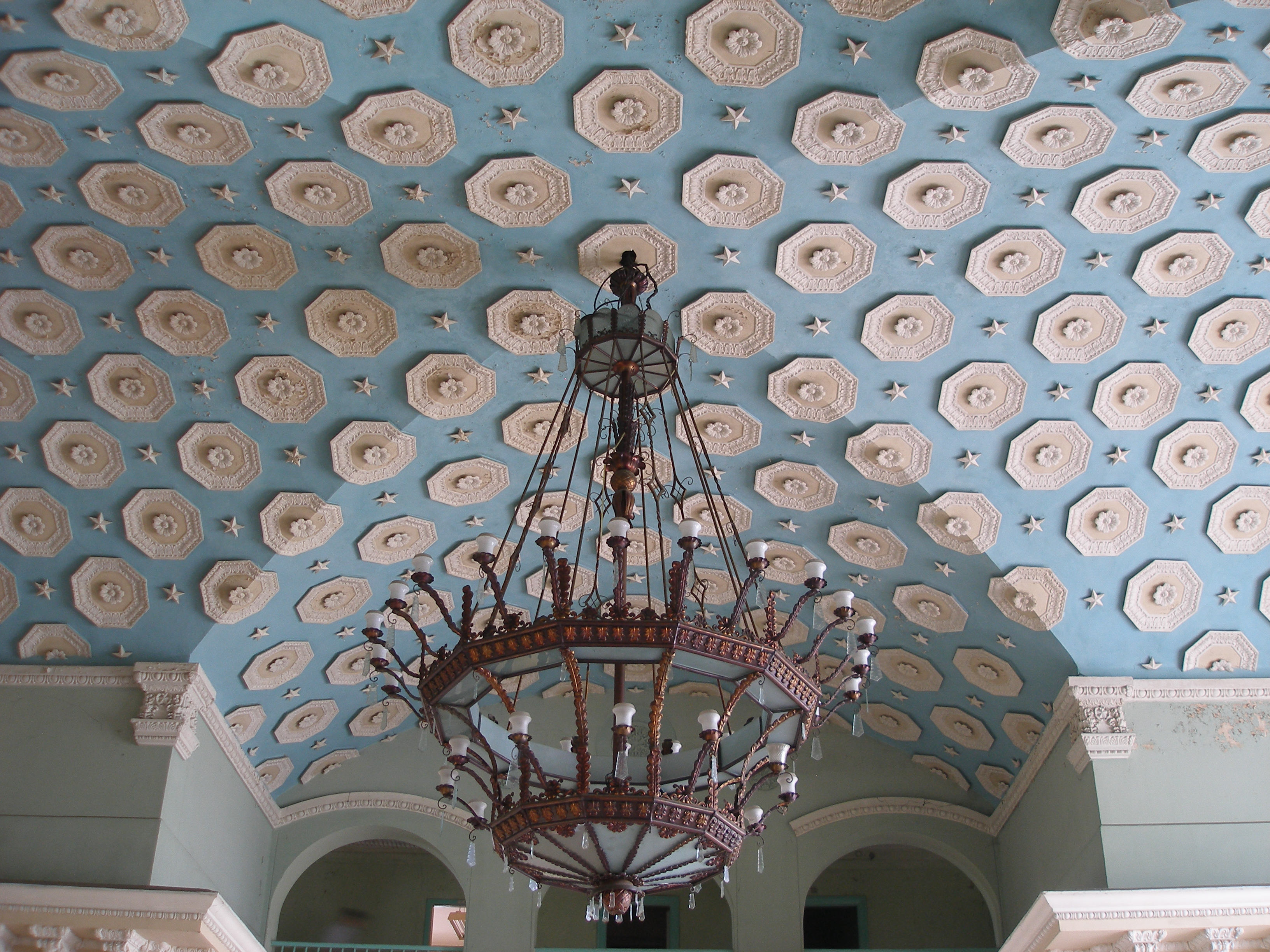
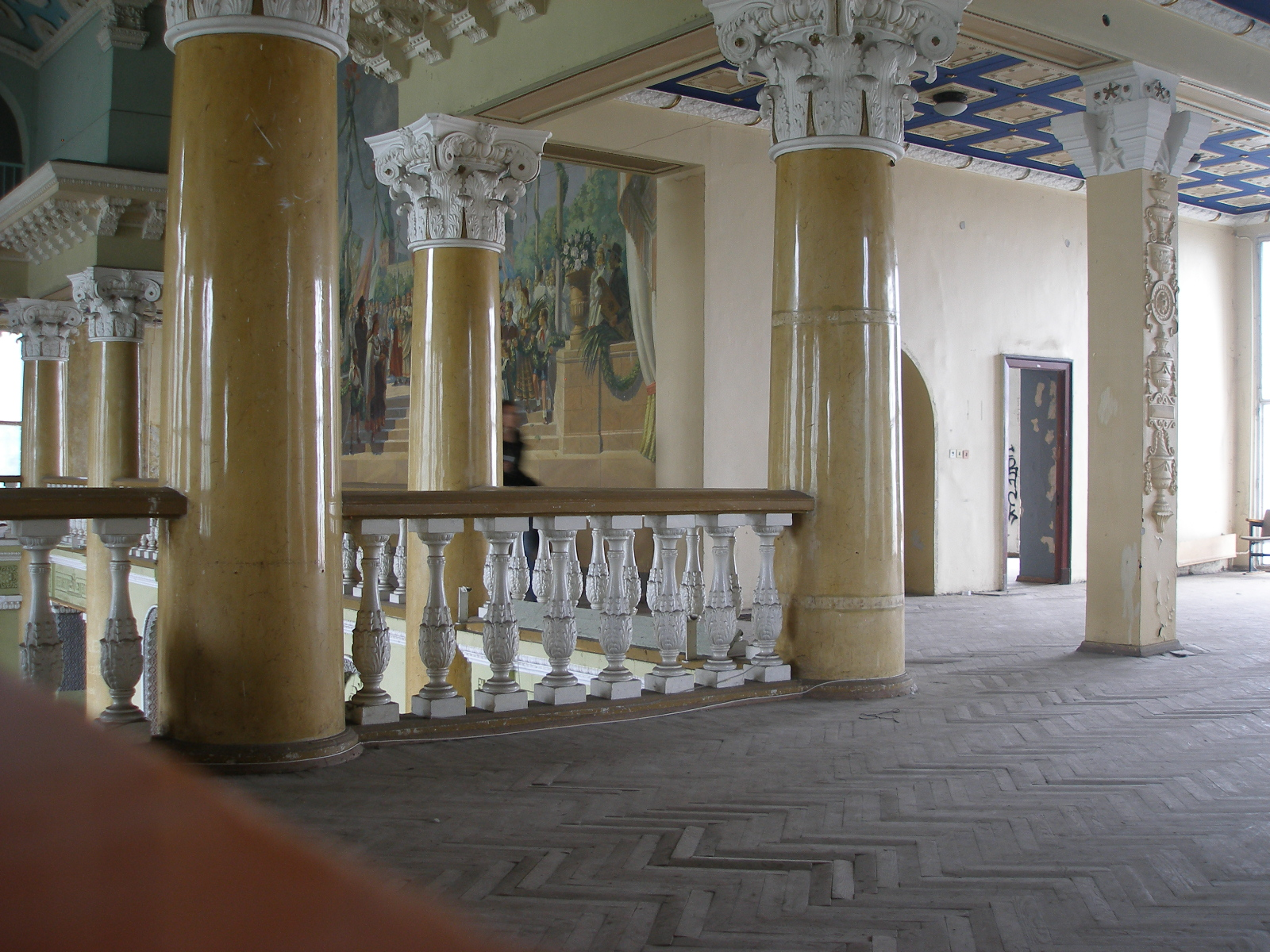